# Белгийският крал
„Белгийският крал“ е игрален филм (псевдодокументална комедия) от 2016 г. на режисьорите Питър Бросенс и Джесика Удуърт. Той е копродукция между Белгия, Нидерландия и България.
Премиерата на филма е по време на Филмовия фестивал във Венеция през 2016 г. В България е показан за първи път при откриването на XXI Международен София Филм Фест в Националния дворец на културата в София на 9 март 2017 г.

## Сюжет
Внимание:  Текстът по-долу разкрива сюжета на произведението (или части от него)!
Филмът е заснет като псевдодокументален филм и е вдъхновен от пътуването на президента на Естония, който след изригването на вулкана Ейяфятлайокутъл е принуден да стигне с кола от Истанбул до Талин. Кралят на Белгия заминава на официално посещение в Истанбул с британския кинорежисьор Дънкан Лойд, назначен от двореца да заснеме документален филм с цел да се поосвежи скучният публичен образ на монарха. В същото време Валония обявява независимост и кралят трябва да се завърне в Белгия, но слънчева буря в Космоса е причина за срив в комуникациите и отмяна на всички полети. За това е принуден да се върне през Балканите.

## Актьорски състав
- Петер Ван ден Бегин – Николас III
- Брюно Жорис – Людовик Моро
- Люси Дебе – Луиз Ванкрайенест
- Титус де Воогт – Карлос де Вос
- Питер Ван дер Хауен – Дънкан Лойд
- Нина Николина – Ана
- Валентин Ганев – Керим Бюлют
- Горан Радакович – Драган
- Натали Ларош – Кралица Урсула
- Юрий Ангелов – Юрий Ангелов
- Екатерина Ангелова – Катя
- Костадин Атанасов
- Петко Чалъков – барабанистът
- Николай Димов – жененият
- Павел Дойчев – майор
- Тамара Драгичевич – граничарка
- Енчо Енчев
- Лили Галевска – Лили
- Мартин Георгиев – сляпото момче
- Кристина Ингилизова – омъжената
- Илинаа Китанова – Ирена, сестрата на Драган
- Михайло Коцев – Ратко
- Марийка Шопова – майката на Ана
- Виктория Троянска – сляпото момиче